# 金坦波瀑布
金坦波瀑布（Kintampo waterfalls）為迦納最高的瀑布之一。英屬黃金海岸時期稱之桑德斯瀑布（Sanders Falls），該瀑布坐落在黑沃爾特河的支流蓬蓬河（Pumpum river）上、該地首府金坦波北方約4（2.5英里）處。金坦波瀑布為該地區主要的自然景點之一，隱密在森林之中，金坦波瀑布主要由三個瀑布所組成，其中一個瀑布最高有25（82英尺）的落差。加上三個瀑布高度後，所在河域總計約有70（230英尺）的落差。

## 圖片

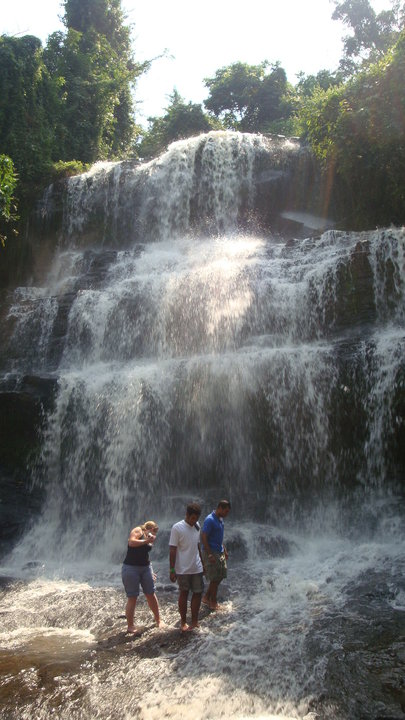
金坦波瀑布（正面）
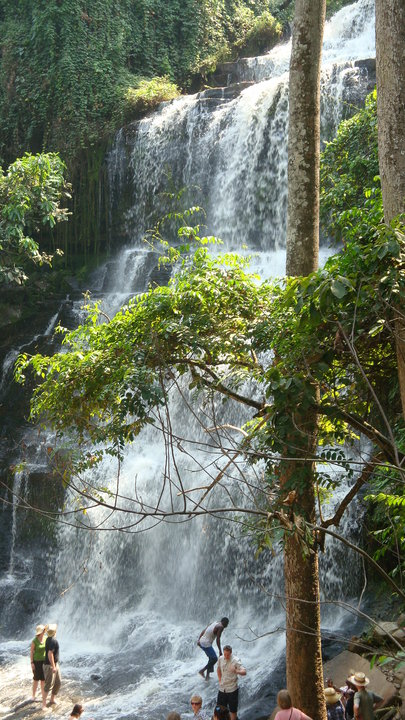
金坦波瀑布（側面）
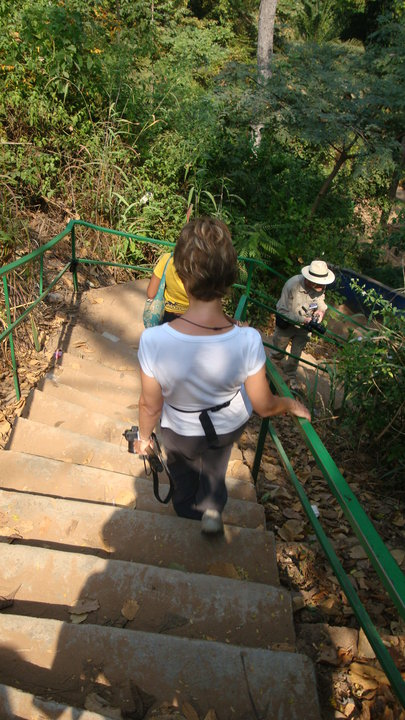
通往金坦波瀑布的階梯

## 資料來源
1. ↑  . ghana.photographers-resource.com.   [2016-01-01]. （原始内容存档于2020-10-21）.
2. ↑  . Ghana Tourism Authority. （原始内容存档于2012-06-17）.
3. ↑  . Wildlife and Nature Reserves. ghanaexpeditions.com.   [2016-01-01]. （原始内容存档于2016-08-25）.
4. ↑  . about this district. Kintampo North Municipal Assembly.   [2016-01-01]. （原始内容存档于2011-08-19）.

## 外部連結
- 维基共享资源上的相關多媒體資源：金坦波瀑布